# 法蘭西的伊莉莎白 (1764年—1794年)
法蘭西的伊莉莎白（法語：Élisabeth de France，1764年5月3日—1794年5月10日），路易十六的妹妹。
1794年，伊莉莎白於雅各賓黨恐怖統治期間被處決。